# Бразил на Светском првенству у атлетици на отвореном 2015.
Бразил је на Светском првенству у атлетици на отвореном 2015. одржаном у Пекингу од 22. до 30. августа, учествовао петнаести пут, односно учествовао је на свим првенствима до данас. Репрезентацију Бразила представљало је 53 учесника (30 мушкараца и 23 жене) који су се такмичили у девет тркачких и десет техничких дисциплина.,
На овом првенству Бразил је освојио једну медаљу и то сребрну. Остварио је један рекорд континента, један национални рекорда три лична рекорда и два лична резултата сезоне.
У табели успешности према броју и пласману такмичара који су учествовали у финалним такмичењима (првих 8 такмичара) Бразил је са 3 учесника у финалу делио 24. место са 13 бодова.
| Плас. | Земља  | 1. место | 2. место | 3. место | 4. место | 5. место | 6. место | 7. место | 8. место | Бр. финал. | Бод. |
| ----- | ------ | -------- | -------- | -------- | -------- | -------- | -------- | -------- | -------- | ---------- | ---- |
| =24.  | Бразил | 0        | 1        | 0        | 0        | 0        | 2        | 0        | 0        | 3          | 13   |

## Учесници
| Мушкарци: - Бруно де Барос — 200 м, 4 х 100 м - Алдемир да Силва Жуниор — 200 м, 4 х 100 м - Ендерсон Естефани — 400 м, 4 х 400 м - Уго де Соза — 400 м, 4 х 400 м - Клејтон Абрао — 800 м - Солонеј да Силва — Маратон - Жилберто Лопез — Маратон - Едмилсон Сантана — Маратон - Жоао Витор де Оливеира — 110 м препоне - Жоната Мендес — 110 м препоне - Едер Антонио Соуза — 110 м препоне - Густаво Дос Сантос — 4 х 100 м - Жозе Карлос Мореира — 4 х 100 м - Педро Луиз де Оливеира — 4 х 400 м - Вагнер Кардосо — 4 х 400 м - Кајо Бонфим — 20 км ходање - Марио дос Сантос — 50 км ходање - Талес Фредерико Силва — Скок увис - Аугусто де Оливеира — Скок мотком - Тијаго Браз да Силва — Скок мотком - Фабио Гомез да Силва — Скок мотком - Игор Алвес — Скок удаљ - Александро де Мело — Скок удаљ - Je`1an-Cassimiro Rosa — Троскок - Дарлан Романи — Бацање кугле - Роналд Жулијао — Бацање диска - Вагнер Домингос — Бацање кладива - Жулио Сезар де Оливеира — Бацање копља - Луиз Алберто де Араухо — Десетобој - Фелипе дос Сантос — Десетобој | Жене: - Росанжела Сантос — 100 м, 200 м, 4х100 м - Виториа Кристина Роза — 200 м, 4х100 м - Жеиса Апаресида Котињо — 400 м - Флавија де Лима — 800 м - Роселаине Бенитес — Маратон - Мишел Кристина дас Шагас — Маратон - Адели Сантос — 100 м препоне - Фабиана Мораес — 100 м препоне - Бруна Фариас — 4х100 м - Франсијела Красуки — 4х100 м - Ерика де Сена — 20 км ходање - Кисиане Лопес — 20 км ходање - Фабијана Мурер — Скок мотком - Кеила Коста — Скок удаљ, Троскок - Тања да Силва — Скок удаљ - Елиане Мартинс — Скок удаљ - Нубиа Соарес — Троскок - Жеиса Арканжо — Бацање кугле - Кили Медеирос — Бацање кугле - Андреса де Мораис — Бацање диска - Фернанда Ракел Боржес Мартинс — Бацање диска - Жусилене де Лима — Бацање копља - Ванеса Спинола — Седмобој |  |

## Освајачи медаља

### Сребро
- Фабијана Мурер — Скок мотком

## Резултати

### Мушкарци
| Атлетичар                                                                       | Дисциплина     | Лични рекорд | Квалификације                | Квалификације                | Полуфинале             | Полуфинале            | Финале                | Финале                | Детаљи |
| Атлетичар                                                                       | Дисциплина     | Лични рекорд | Резултат                     | Место                        | Резултат               | Место                 | Резултат              | Место                 | Детаљи |
| ------------------------------------------------------------------------------- | -------------- | ------------ | ---------------------------- | ---------------------------- | ---------------------- | --------------------- | --------------------- | --------------------- | ------ |
| Бруно де Барос                                                                  | 200 м          | 20,16        | 20,42                        | 5. у гр. 2                   | Нису се квалификовали  | Нису се квалификовали | Нису се квалификовали | 26 / 54 (60)          |        |
| Алдемир да Силва Жуниор                                                         | 200 м          | 20,32        | 20,59                        | 6. у гр. 7                   | Нису се квалификовали  | Нису се квалификовали | Нису се квалификовали | 29 / 54 (60)          |        |
| Ендерсон Естефани                                                               | 400 м          | 45,25        | 45,36 ЛРС                    | 5. у гр. 4                   | Нису се квалификовали  | Нису се квалификовали | Нису се квалификовали | 30 / 44 (45)          |        |
| Уго де Соза                                                                     | 400 м          | 45,09        | 45,42 ЛРС                    | 5. у гр. 4                   | Нису се квалификовали  | Нису се квалификовали | Нису се квалификовали | 31 / 44 (45)          |        |
| Клејтон Абрао                                                                   | 800 м          | 1:45,59      | 1:49,79                      | 7. у гр. 6                   | Нису се квалификовали  | Нису се квалификовали | Нису се квалификовали | 42 / 47 (49)          |        |
| Солонеј да Силва                                                                | Маратон        | 2:11:32      |                              |                              |                        |                       | 2:19:20               | 18 / 42 (68)          |        |
| Жилберто Лопез                                                                  | Маратон        | 2:16:39      | Нису завршили трку           | Нису завршили трку           |                        |                       |                       |                       |        |
| Едмилсон Сантана                                                                | Маратон        | 2:17:14      | Нису завршили трку           | Нису завршили трку           |                        |                       |                       |                       |        |
| Жоао Витор де Оливеира                                                          | 110 м препоне  | 13,47        | 13,57 кв                     | 6. у гр. 3                   | 13,45 ЛР               | 6. у гр. 1            | Није се квалификовао  | 18 / 37 (43)          |        |
| Жоната Мендес                                                                   | 110 м препоне  | 13,57        | 13,86                        | 6. у гр. 2                   | Нису се квалификовали  | Нису се квалификовали | Нису се квалификовали | 31 / 37 (43)          |        |
| Едер Антонио Соуза                                                              | 110 м препоне  | 13,47        | 13,96                        | 5. у гр 1                    | Нису се квалификовали  | Нису се квалификовали | Нису се квалификовали | 34 / 37 (43)          |        |
| Густаво Дос Сантос Алдемир да Силва Жуниор Бруно де Барос² Жозе Карлос Мореира² | 4 х 100 м      | 37,90 НР     | Нису завршили трку           | Нису завршили трку           |                        |                       | Нису се квалификовали | Нису се квалификовали |        |
| Педро Луиз де Оливеира Вагнер Кардосо Едерсон Естефани² Уго де Соза²            | 4 х 400 м      | 2:58,56 НР   | 3:01,05                      | 4. у гр. 2                   |                        |                       | Нису се квалификовали | 12 / 15 (16)          |        |
| Кајо Бонфим                                                                     | 20 км ходање   | 1:20:28      |                              |                              |                        |                       | 1:20:44               | 6 / 50 (61)           |        |
| Марио дос Сантос                                                                | 50 км ходање   | 3:55:36 НР   | Није завршио трку (15—20 км) | Није завршио трку (15—20 км) |                        |                       |                       |                       |        |
| Талес Фредерико Силва                                                           | Скок увис      | 2,28         | 2,17                         | 19. у гр Б                   |                        |                       | Није се квалификовао  | 39 / 39 (41)          |        |
| Аугусто де Оливеира                                                             | Скок мотком    | 5,82         | 5,70 КВ                      | 3. у гр. Б                   | 5,65                   | 9 / 34 (35)           |                       |                       |        |
| Тијаго Браз да Силва                                                            | Скок мотком    | 5,92 НР      | 5,65                         | 9. у гр. Б                   | Нису се квалификовали  | 19 / 34 (35)          |                       |                       |        |
| Фабио Гомез да Силва                                                            | Скок мотком    | 5,80         | 5,25                         | 17. у гр. А                  | Нису се квалификовали  | 33 / 34 (35)          |                       |                       |        |
| Игор Алвес                                                                      | Скок удаљ      | 8,18         | 7,60                         | 14. у гр. А                  | Нису се квалификовали  | 27 / 28 (32)          |                       |                       |        |
| Александро де Мело                                                              | Скок удаљ      | 8,12         | Без исправног скока          | Без исправног скока          | Није се квалификовао   | Није се квалификовао  |                       |                       |        |
| Жеан-Касимиро Роза                                                              | Троскок        | 16,80        | 15,97                        | 14. у гр. А                  | Нису се квалификовали' | 26 / 27 (28)          |                       |                       |        |
| Дарлан Романи                                                                   | Бацање кугле   | 20,90 НР     | 19,86                        | 9. у гр. А                   | Нису се квалификовали' | 15 / 31               |                       |                       |        |
| Роналд Жулијао                                                                  | Бацање диска   | 65,55 НР     | 61,02                        | 14. у гр. А                  | Нису се квалификовали' | 21 / 30 (31)          |                       |                       |        |
| Вагнер Домингос                                                                 | Бацање кладива | 75,47 НР     | 71,82                        | 11. у гр. А                  | Нису се квалификовали' | 22 / 30 (31)          |                       |                       |        |
| Жулио Сезар де Оливеира                                                         | Бацање копља   | 83,67 НР     | 79,81                        | 10. у гр. Б                  | Нису се квалификовали' | 15 / 33               |                       |                       |        |

- Атлетичари у штафети означени бројем учествовали су и у појединачним дисциплинама.

### Десетобој
| Дисциплина    | Луиз Алберто де Араухо | Луиз Алберто де Араухо | Луиз Алберто де Араухо | Луиз Алберто де Араухо | Луиз Алберто де Араухо | Луиз Алберто де Араухо |
| Дисциплина    | Лич. рек.              | Резултат               | Бод.                   | Плас.                  | Укупно                 | Плас.                  |
| ------------- | ---------------------- | ---------------------- | ---------------------- | ---------------------- | ---------------------- | ---------------------- |
| 100 м         | 10,66                  | 10,92                  | 878                    | 14.                    |                        |                        |
| Скок удаљ     | 7,44                   | 6,94                   | 799                    | 25.                    | 1.677                  | 24.                    |
| Бацање кугле  | 15,64                  | 14,84                  | 780                    | 6.                     | 2.457                  | 15.                    |
| Скок увис     | 2,00                   | НС                     |                        |                        |                        |                        |
| 400 м         | 48,25                  |                        |                        |                        |                        |                        |
| 110 м препоне | 13,94                  |                        |                        |                        |                        |                        |
| Бацање диска  | 47,41                  |                        |                        |                        |                        |                        |
| Скок мотком   | 4,90                   |                        |                        |                        |                        |                        |
| Бацање копља  | 56,36                  |                        |                        |                        |                        |                        |
| 1.500 м       | 4:27,75                |                        |                        |                        |                        |                        |
| Десетобој     | 8.276                  |                        |                        |                        | НЗ                     |                        |

| Дисциплина    | Фелипе дос Сантос | Фелипе дос Сантос | Фелипе дос Сантос | Фелипе дос Сантос | Фелипе дос Сантос | Фелипе дос Сантос |
| Дисциплина    | Лич. рек.         | Резултат          | Бод.              | Плас.             | Укупно            | Плас.             |
| ------------- | ----------------- | ----------------- | ----------------- | ----------------- | ----------------- | ----------------- |
| 100 м         | 10,37             | 10,53             | 968               | 4.                |                   |                   |
| Скок удаљ     | 7,55              | 7,54              | 945               | 7.                | 1.913             | 3.                |
| Бацање кугле  | 14,22             | 13,61             | 704               | 23.               | 2.617             | 8.                |
| Скок увис     | 2,03              | 2,01              | 813               | 18.               | 3.430             | 7.                |
| 400 м         | 47,73             | 47,89             | 914               | 9.                | 4.344             | 7.                |
| 110 м препоне | 13,83             | 14,64             | 894               | 13.               | 5.238             | 10.               |
| Бацање диска  | 43,24             | 36,66             | 597               | 22.               | 5.835             | 11.               |
| Скок мотком   | 4,75              | 4,80 ЛР           | 849               | 11.               | 6.684             | 15.               |
| Бацање копља  | 58,52             | НС                |                   |                   |                   |                   |
| 1.500 м       | 4:39,82           |                   |                   |                   |                   |                   |
| Десетобој     | 8.019             |                   |                   |                   | НЗ                |                   |

### Жене
| Атлетичарка                                                               | Дисциплина    | Лични рекорд | Квалификације      | Квалификације      | Полуфинале            | Полуфинале            | Финале                                    | Финале       | Детаљи                                      |
| Атлетичарка                                                               | Дисциплина    | Лични рекорд | Резултат           | Место              | Резултат              | Место                 | Резултат                                  | Место        | Детаљи                                      |
| ------------------------------------------------------------------------- | ------------- | ------------ | ------------------ | ------------------ | --------------------- | --------------------- | ----------------------------------------- | ------------ | ------------------------------------------- |
| Росанжела Сантос                                                          | 100 м         | 11,04        | 11,14 КВ           | 1. у гр. 7         | 11,07                 | 4. у гр. 2            | Није се квалификовала                     | 12 / 52 (54) | Архивирано на веб-сајту (29. новембар 2015) |
| Росанжела Сантос                                                          | 200 м         | 22,77        | 23,01 КВ           | 2. у гр. 6         | 22,87                 | 4. у гр. 3            | Није се квалификовала                     | 13 / 49 (51) | Архивирано на веб-сајту (29. новембар 2015) |
| Виториа Кристина Роза                                                     | 200 м         | 23,11        | 23,32              | 6. у гр. 7         | Нису се квалификовале | Нису се квалификовале | Нису се квалификовале                     | 37 / 49 (51) | Архивирано на веб-сајту (30. новембар 2015) |
| Жеиса Апаресида Котињо                                                    | 400 м         | 51,08        | 52,72              | 6. у гр. 2         | Нису се квалификовале | Нису се квалификовале | Нису се квалификовале                     | 37 / 41 (42) | Архивирано на веб-сајту (27. август 2015)   |
| Флавија де Лима                                                           | 800 м         | 2:00,40      | 2:01,76            | 6. у гр. 2         | Нису се квалификовале | Нису се квалификовале | Нису се квалификовале                     | 32 / 44 (45) | Архивирано на веб-сајту (27. август 2015)   |
| Роселаине Бенитес                                                         | Маратон       | 2:42:25      |                    |                    |                       |                       | 2:49:28                                   | 47 / 52 (51) |                                             |
| Мишел Кристина дас Шагаса                                                 | Маратон       | 2:35:09      | Није завршила трку | Није завршила трку |                       |                       |                                           |              |                                             |
| Адели Сантос                                                              | 100 м препоне | 13,06        | 13,29              | 6. у гр. 4         | Нису се квалификовале | Нису се квалификовале | Нису се квалификовале                     | 30 / 37      |                                             |
| Фабиана Мораес                                                            | 100 м препоне | 12,98        | 13,35              | 7. у гр. 5         | Нису се квалификовале | Нису се квалификовале | Нису се квалификовале                     | 32 / 37      |                                             |
| Бруна Фариас Франсијела Красуки Виторија Кристина Роза² Росанжела Сантос² | 4 х 100 м     | 42,29 НР     | 43,15              | 5. у гр. 2         |                       |                       | нису се квалификовале                     | 9 / 16       | Архивирано на веб-сајту (1. децембар 2015)  |
| Ерика де Сена                                                             | 20 км ходање  | 1:29:37 НР   |                    |                    |                       |                       | 1:30:06                                   | 6 / 42 (50)  | Архивирано на веб-сајту (28. август 2015)   |
| Кисиане Лопес                                                             | 20 км ходање  | 1:33:44      | 1:36:06            | 29 / 42 (50)       |                       |                       |                                           |              | Архивирано на веб-сајту (28. август 2015)   |
| Фабијана Мурер                                                            | Скок мотком   | 4,85 НР      | 4,55 кв            | 1. у гр. А         |                       |                       | 4,85 ЈАР, НР, ЛР                          |              |                                             |
| Кеила Коста                                                               | Скок удаљ     | 6,88         | 6,32               | 14. у гр. А        | нису се квалификовале | 26 / 31 (34)          |                                           |              |                                             |
| Тања да Силва                                                             | Скок удаљ     | 6,68         | 6,18               | 15. у гр. Б        | нису се квалификовале | 28 / 31 (34)          |                                           |              |                                             |
| Елиане Мартинс                                                            | Скок удаљ     | 6,68         | без пласмана       | без пласмана       | није је квалификовала | није је квалификовала |                                           |              |                                             |
| Кеила Коста                                                               | Троскок       | 14,58        | 14,03 кв           | 6. у гр. Б         | 13,90                 | 12 / 27 (28)          |                                           |              |                                             |
| Нубиа Соарес                                                              | Троскок       | 14,22        | 13,52              | 13. у гр. А        | нису се квалификовале | 22 / 27 (28)          |                                           |              |                                             |
| Жеиса Арканжо                                                             | Бацање кугле  | 19,02        | 17,42              | 9. у гр А          | нису се квалификовале | 15 / 24               |                                           |              |                                             |
| Кили Медеирос                                                             | Бацање кугле  | 17,58        | 15,17              | 12. у гр. Б        | нису се квалификовале | 24 / 24               |                                           |              |                                             |
| Андреса де Мораис                                                         | Бацање диска  | 64,21 НР     | 59,08              | 10. у гр. А        | нису се квалификовале | 19 / 24               |                                           |              |                                             |
| Фернанда Мартинс                                                          | Бацање диска  | 64,01        | 56,74              | 13. у гр Б         | нису се квалификовале | 26 / 24               |                                           |              |                                             |
| Жусилене де Лима                                                          | Бацање копља  | 62,89 НР     | 59,49              | 14. у гр А         | нису се квалификовале | 25 / 32               | Архивирано на веб-сајту (31. август 2015) |              |                                             |

- Атлетичарке у штафети означене бројем учествовале су и у појединачним дисциплинама.

#### Седмобој
| Дисциплина    | Ванеса Спинола Архивирано на веб-сајту (25. август 2015) | Ванеса Спинола Архивирано на веб-сајту (25. август 2015) | Ванеса Спинола Архивирано на веб-сајту (25. август 2015) | Ванеса Спинола Архивирано на веб-сајту (25. август 2015) | Ванеса Спинола Архивирано на веб-сајту (25. август 2015) | Ванеса Спинола Архивирано на веб-сајту (25. август 2015) |
| Дисциплина    | Лич. рек.                                                | Резултат                                                 | Бод.                                                     | Плас.                                                    | Укупно                                                   | Плас.                                                    |
| ------------- | -------------------------------------------------------- | -------------------------------------------------------- | -------------------------------------------------------- | -------------------------------------------------------- | -------------------------------------------------------- | -------------------------------------------------------- |
| 100 м препоне | 14,03                                                    | 14,28                                                    | 939                                                      | 29.                                                      |                                                          |                                                          |
| Скок увис     | 1,77                                                     | 1,68                                                     | 830                                                      | 27.                                                      | 1.769                                                    | 28.                                                      |
| Бацање кугле  | 14,32                                                    | 13,44                                                    | 757                                                      | 21.                                                      | 2.526                                                    | 29.                                                      |
| 200 м         | 23,91                                                    | 24,73                                                    | 912                                                      | 18.                                                      | 3.438                                                    | 27.                                                      |
| Скок удаљ     | 6,03                                                     | 5,40                                                     | 671                                                      | 30.                                                      | 4.109                                                    | 28.                                                      |
| Бацање копља  | 45,01                                                    | 43,75                                                    | 739                                                      | 15.                                                      | 4.848                                                    | 26.                                                      |
| 800 м         | 2:12,52                                                  | 2:21,81                                                  | 799                                                      | 20.                                                      |                                                          |                                                          |
| Седмобој      | 6.103                                                    |                                                          |                                                          |                                                          | 5.647                                                    | 26 / 28 (36)                                             |